# A Rocha Vella
A Rocha Vella ist ein Ortsteil der Parroquia Conxo in der Provinz A Coruña der Autonomen Gemeinschaft Galicien. Verwaltende Gemeinde (Municipio) ist Santiago de Compostela. 

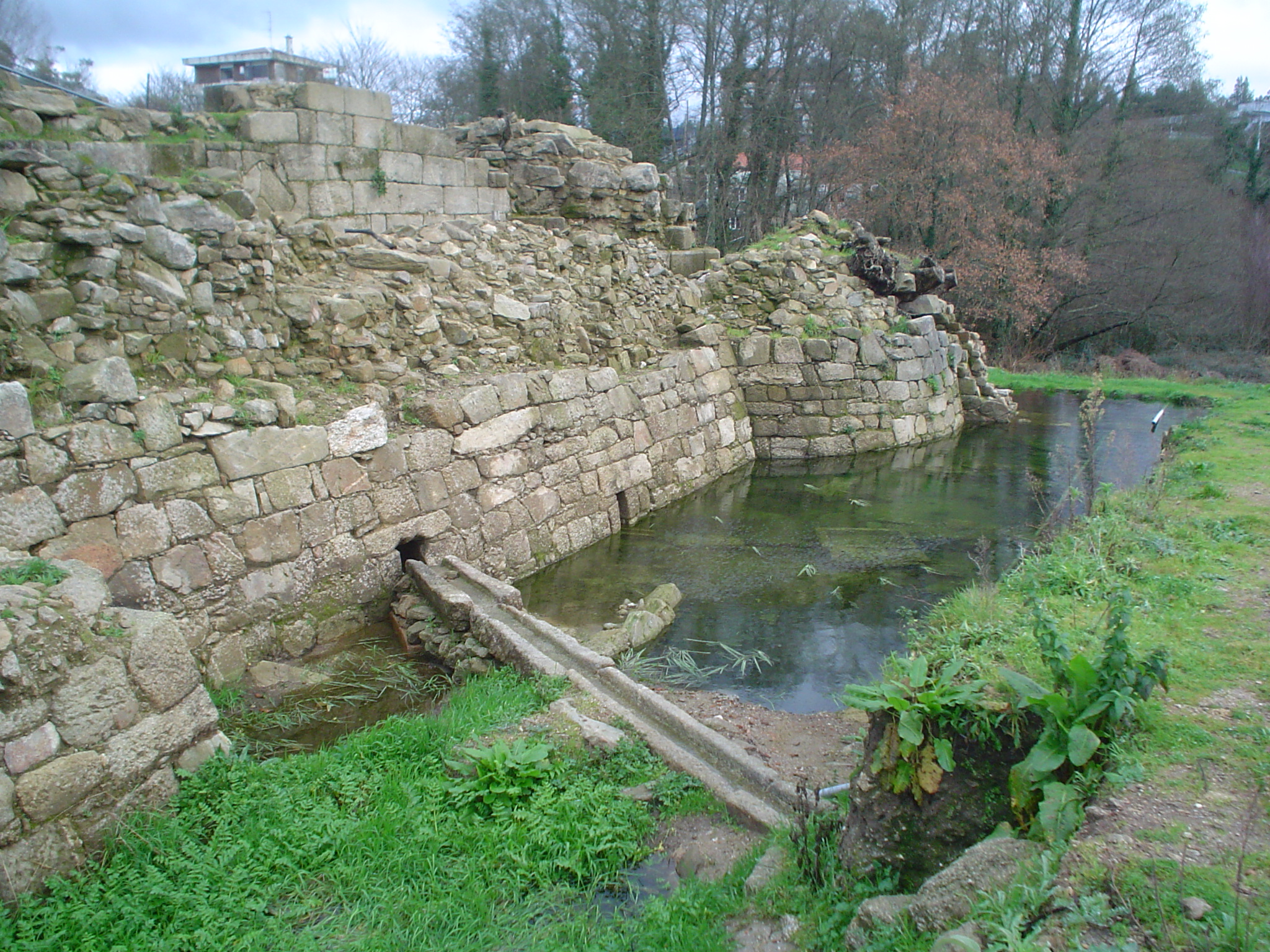
Freigelegte Mauern der Burg Rocha Forte

Im Dorf werden seit 2000 die Reste der Burg Rocha forte (Castelo da Rocha Forte) ausgegraben, die 1467 während der Irmandinischen Revolte zerstört wurde. Sie diente zuvor den compostelanischen Erzbischöfen als Zufluchtsort.